# Dominic Inglot
Dominic Inglot (Londres, 6 de março de 1986) é um tenista profissional inglês.

## ATP finais

### Duplas: 10 (3 títulos, 7 vices)
| Legenda                           |
| Grand Slam (0–0)                  |
| ATP World Tour Finals (0–0)       |
| ATP World Tour Masters 1000 (0–0) |
| ATP World Tour 500 Series (2–1)   |
| ATP World Tour 250 Series (1–6)   |

| Finais por Piso |
| Duro (2–5)      |
| Saibro (0–2)    |
| Grama (1–0)     |
| Carpete (0–0)   |

| Posição | N. | Data             | Torneio                                           | Piso     | Parceiro          | Oponentes                       | Placar                      |
| Vice    | 1. | 15 Abril 2012    | U.S. Men's Clay Court Championships, Houston, EUA | Saibro   | Treat Conrad Huey | James Blake Sam Querrey         | 6–7(14–16), 3–6             |
| Campeão | 1. | 5 Agosto 2012    | Citi Open, Washington, D.C., EUA                  | Duro     | Treat Conrad Huey | Kevin Anderson Sam Querrey      | 7–6(9–7), 6–7(9–11), [10–5] |
| Vice    | 2. | 28 Outubro 2012  | Swiss Indoors, Basel, Suiça                       | Duro (i) | Treat Conrad Huey | Daniel Nestor Nenad Zimonjić    | 5–7, 7–6(7–4), [5–10]       |
| Vice    | 3. | 25 Maio 2013     | Power Horse Cup, Düsseldorf, Alemanha             | Saibro   | Treat Conrad Huey | Andre Begemann Martin Emmrich   | 5–7, 2–6                    |
| Vice    | 4. | 24 Agosto 2013   | Winston-Salem Open, Winston-Salem, EUA            | Duro     | Treat Conrad Huey | Daniel Nestor Leander Paes      | 6–7(10–12), 5–7             |
| Vice    | 5. | 22 Setembro 2013 | St. Petersburg Open, St. Petersburg, Rússia       | Duro (i) | Denis Istomin     | David Marrero Fernando Verdasco | 7–6(8–6), 6–3               |
| Campeão | 2. | 27 Outubro 2013  | Swiss Indoors, Basel, Suíça                       | Duro (i) | Treat Conrad Huey | Julian Knowle Oliver Marach     | 6–3, 3–6, [10–4]            |
| Campeão | 3. | 20 Junho 2014    | AEGON International, Eastbourne, Reino Unido      | Grama    | Treat Conrad Huey | Alexander Peya Bruno Soares     | 7–5, 5–7, [10–8]            |
| Vice    | 6. | 17 Janeiro 2015  | Heineken Open, Auckland, Nova Zelândia            | Duro     | Florin Mergea     | Raven Klaasen Leander Paes      | 6–7(1–7), 4–6               |
| Vice    | 7. | 8 Fevereiro 2015 | Open Sud de France, Montpellier, França           | Duro (i) | Florin Mergea     | Marcus Daniell Artem Sitak      | 6–3, 4–6, [14–16]           |